# 小曽根病院
小曽根病院（おぞねびょういん）は、大阪府豊中市にある民間病院。医療法人豊済会が運営する。
救急告示病院。

## 沿革
- 1956年10月：開設。（診療科目：精神科、神経科）
- 1973年12月：歯科の開設
- 1985年3月：内科の開設
- 1988年10月：精神科作業療法の承認
- 1990年6月：大規模精神科デイケア施設の承認
- 2001年9月：精神科急性期病棟の承認（60床）
- 2006年8月：精神科療養病棟の承認（110床）
- 2007年12月：ナイトケア施設の承認（定員20名）
- 2009年1月：精神科作業療法の定員増の承認（定員150名）
- 2013年4月：ショートケア施設の承認
- 2015年6月現在：許可病床数557床

## 診療科
(この節の出典)
- 精神科
- 内科
- 歯科
- 神経科

※入院は精神科のみ

## 医療機関の指定
(この節の出典)
- 保険医療機関
- 生活保護法指定病院
- 精神保健指定医の配置されている医療機関
- 精神保健及び精神障害者福祉に関する法律（昭和二十五年法律第百二十三号）に基づく指定病院又は応急入院指定病院

## 交通アクセス
- 阪急宝塚線「庄内駅」東出口又はOsakaMetro御堂筋線「江坂駅」西出口下車いずれもシャトルバス(無料)あり[3]